# قابولوخ
قابولوخ هي قرية في مقاطعة مرند، إيران. عدد سكان هذه القرية هو 548 في سنة 2006.